# Kolo Touré
Kolo Abib Touré (1981. március 19. –) elefántcsontparti labdarúgó,  Elefántcsontpart segédedzője.
Az elefántcsontparti válogatott tagjaként részt vett a 2002-es, a 2006-os, a 2008-as, a 2010-es, a 2012-es, a 2013-as és a 2015-ös afrikai nemzetek kupáján illetve a 2006-os, a 2010-es és a 2014-es világbajnokságon.

## Pályafutása

### Elefántcsontparton
Kolo Tourét Elefántcsontparton fedezték fel és ösztöndíjas volt az abidjani futballiskolában Jean-Marc Guillou keze alatt. Touré megalapozta a játékos jövőjét egy Afrikai klubban, az ASEC Mimosasban. Elefántcsontparttal első teljes nemzetközi mérkőzését 2000-ben, 19 évesen játszotta.

### Európában

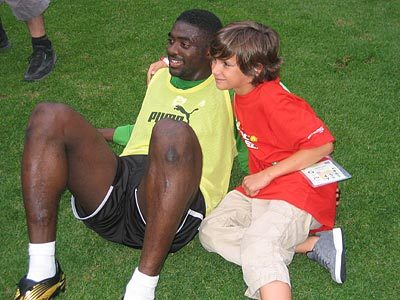
Kolo Touré egy fiatal szurkolóval

Az Arsenal és a belga klub, a KSK Beveren kapcsolata miatt lett ismert az elefántcsontparti labdarúgás Guillou szerint. Ennek a kapcsolatnak a segítségével szerzett tudomást az Arsenal, Touré tehetségéről. Egy rövid tárgyalás után csatlakozott Touré az Arsenalhoz 2002 februárjában az ASEC Mimosastól 150 000 fontért. A helyzete nemzetközileg teljesen átlagos volt, így képes volt megszerezni a brit munkavállalási engedélyét. Eleinte úgy látta, hogy biztos helye van a csapatban az Arsenal jobb hátvédjének Lauren-nek.
Touré nem tudott bemutatkozni az első csapatba a következő szezonig, először 2002 augusztusában a Liverpool FC ellen az FA Community Shieldben játszott. Ami azt illeti az elejétől fogva hasznos ember volt a csapatban, az Arsenalban pályafutását középpályásként szintén a védelemben. Meglepő módon Martin Keown tulajdonképpen soha nem cserélte el az átigazoláskor, Wenger pedig középpályásként játszatta Tourét Sol Campbell mellett.
Touré gyorsan megalapozta jövőjét afelé, hogy egyike legyen a legjobb középhátvédek közül a Premiershipben. Az Arsenal kezdő tizenegyében megerősítette helyét , és megszilárdította a szurkolókkal való kapcsolatát. Az Arsenal csapatában kulcsfontosságú szerepet vállalt abban, hogy veretlenül nyerték meg a Premiershipet. A 2005–06-os szezonban félelmetes védelmet alkottak társával Philippe Senderosszal. Mindketten a középhátvéd szerepét játszották és a szezon vége felé haladva hibátlan volt a teljesítményük, s ezzel is segítve az Arsenal csapatát a 2005–06-os Bajnokok Ligájának döntőbe jutásába miután 10 egymást követő mérkőzésen nem kaptak gólt (ez az Európai versenysorozatokban rekord). Mivel makacsul ragaszkodott ahhoz, hogy kezdő legyen minden Bajnokok Ligája mérkőzésen, a döntősöket figyelembe véve ő volt az egyetlen a posztján a világon. Az olasz sajtó The Italian press az 'Afrikai Fabio Cannavaro'-nak hívta miután az Arsenal kiütötte a Juventust a versenysorozatból. Tourét most már széles körben is a világ egyik legjobb védői közé sorolták.
Kolo második találata egy európai gól volt amelyet 2006. április 19-én lőtt, egy létfontosságú győzelem során a Villarreal ellen amikor is először került be az Arsenal a Bajnokok Ligája döntőjébe. Ez a gól a Highbury-ben amellyel az Arsenal 1–0-s összesítéssel győzött azt eredményezte, hogy az Arsenal története során először bejut a Bajnokok Ligájának döntőjébe amelyet Párizsban rendeztek.
2006 augusztusában Touré aláírt újabb négy évre az Arsenalhoz körülbelül heti 70 000 fontos fizetésért. "Úgy tudom magam elképzelni, hogy itt maradok az Arsenalnál pályafutásom végéig," mondta Touré. "Miért is akarnám elhagyni? Szeretek itt futballozni, a családommal is ide telepedtem le és a klub is nagyravágyó. Ez fantasztikus."
Touré sokat vár a jövőjétől az Arsenal csapatkapitányaként, mivel ő volt a juniorok csapatkapitány helyettesítője a 2006–07-es szezonban Gilberto Silva csapatkapitány helyettes és Thierry Henry csapatkapitány után. Először az Arsenal csapatkapitánya 2007. január 9-én volt, a 6–3-as Liverpool feletti győzelem alatt a Ligakupában. Az ágyúsokat szintén elvezette a versenysorozat döntőjéig, amikor is ő volt a csapatkapitánya a csapatnak az elődöntő első meccsén a Tottenham ellen. A döntőben a hosszabbítás második félidejében Touré dühös volt a Chelsea időhúzása miatt, és állandóan szabálytalankodtak az Arsenal játékosaival szemben, majd rátámadt John Obi Mikel-re, a Chelsea középpályására. Ebből kialakult egy kis verekedés Cesc Fabregas és Frank Lampard között, a többi játékos és a két edző nyugtatta le őket. Végül Tourét és Obi Mikelt magához rendelte és azonnal kiosztott nekik egy-egy piros lapot, Adebayor azt feltételezte a Chelsea balhátvédjéről Wayne Bridgeről, hogy ütött, amelyet valójában az Arsenal szélső hátvédje, Emmanuel Eboué követett el. A Chelsea megnyerte a mérkőzést 2–1-re, amelyet Touré honfitársa erősített meg, Didier Drogba, megfordítva Theo Walcott első félideji gólja után.
Megkapta az 5-ös számú mezt a 2006–07-es szezonra amely szabad lett Martin Keown távozása óta. Az Arsenalban a leghosszabb ideje ő van szolgálatban követve Jeremie Aliadiere-et, Thierry Henry-t és Freddie Ljungberget a 2007-es nyári átigazolások alatt.

#### Manchester City
2009. július 29-én 9 év londoni karrierje után elfogadta a Manchester City 15 millió fontos ajánlatát. A Citybe való igazolását követően Touré elismerte, hogy a magasabb fizetés reményében távozott el az Emirates Stadionból a City of Manchesterbe.
"Úgy gondolom, hogy jó döntést hoztam, mikor a Manchester Citybe igazoltam."
"Valamikor még újságokat, hetilapokat adtam el, az emberek cipőit tisztítottam kb. egy fontért, 12 éves koromban. Azért dolgoztam, hogy a családom enni tudjon.",
"Én mindig olyan ember voltam, aki megdolgozott minden egyes pennyért, hogy segíteni tudjon a családján. Nagyon fontos számomra a családom egészsége."

### Válogatottként
2000 óta játszik az Elefántcsontparti válogatottban. Bemutatkozása 2000 áprilisában volt a Ruanda ellen. Első válogatott mérkőzésén középhátvédként játszott. Az Afrikai Nemzetek Kupáján mind az 5 mérkőzésen játszott és végül ezüstérmesként fejezték be a házigazda Egyiptom ellen a tornát 2006 januárjában.
Tourét a szövetségi kapitány Henri Michel beválogatta a 23-as keretbe a 2006-os világbajnokságon. 2006. június 11-én szerepelt először világbajnokságon, amikor Elefántcsontpart kikapott 1–2-re Argentína ellen.

### Játékstílusa
Touré ismeri a gyorsaságát és erejét, amely lehetővé teszi, hogy gyorsabban kifárassza a támadót, s így elválassza a labdától és feltartsa a csatárok tempóját. Nagyszerű képességekkel van megáldva, tökéletes időzítéssel szerel legtöbbször és ez a két tulajdonság segíti elő, hogy megakadályozzon bizonyos gólhelyzeteket és nagy lehetőségeket az ellenfél részéről. A védői tehetsége azt jelenti, hogy többnyire nem kap lapot és kevés szabálytalanságot követ el.
A másik figyelemre méltó tulajdonsága, hogy képes nagyon magasra ugrani és jól fejel. Támadásra is hajlamos, ami lehetővé teszi, hogy betaláljon néhányszor. Alkalomadtán, ha úgy találja, hogy üres terület van előtte lő nagy távolságról is ha előre megy. Szintén szereti ellőni a távoli szabadrúgásokat, megpróbálva meglepni a kapusokat az erős kapura lövéseivel. Ez a támadási hajlam amiért hatásos jobbhátvédként is.
A fejelési képessége nagyon hasznos a levegőben lévő ütközésekkor az ellenféllel szembeni küzdelemnél, mert ez – kombinálva a nagyszerű ugrási képességével – lehetővé teszi, hogy megnyerje párharcainak nagy részét. Ez közelebb viszi a gólszerzési lehetőséghez, és az odavezető úthoz. A 2006–2007-es szezonban csak egy fejes gólt szerzett, de fejesei csak alig szálltak el a keresztléc felett.

### Család
Kolónak két öccse van, akik szintén profi labdarúgók: Yaya Touré és Ibrahim Touré. Bátyja, Yaya szintén Elefántcsontparti válogatott. Egy muszlim szokás, hogy Touré feleségével Awóval, lányával Saniával és fiával Yiassinnal él együtt Észak-Londonban.

## Statisztika
2009. augusztus 3. szerint:
| Klub     | Szezon   | Bajnokság | Bajnokság | Bajnokság | Kupa* | Kupa* | Kupa*    | Európa | Európa | Európa   | Összesen | Összesen | Összesen |
| Klub     | Szezon   | Meccs     | Gól       | Gólpassz  | Meccs | Gól   | Gólpassz | Meccs  | Gól    | Gólpassz | Meccs    | Gól      | Gólpassz |
| -------- | -------- | --------- | --------- | --------- | ----- | ----- | -------- | ------ | ------ | -------- | -------- | -------- | -------- |
| Arsenal  | 2002–03  | 26        | 2         | 1         | 6     | 0     | 0        | 7      | 0      | 0        | 39       | 2        | 1        |
| Arsenal  | 2003–04  | 37        | 1         | 1         | 8     | 2     | 0        | 10     | 0      | 0        | 55       | 3        | 1        |
| Arsenal  | 2004–05  | 35        | 0         | 0         | 7     | 0     | 0        | 8      | 1      | 0        | 50       | 1        | 0        |
| Arsenal  | 2005–06  | 33        | 0         | 0         | 1     | 0     | 0        | 12     | 1      | 1        | 46       | 1        | 1        |
| Arsenal  | 2006–07  | 35        | 3         | 3         | 8     | 1     | 1        | 10     | 0      | 0        | 53       | 4        | 4        |
| Arsenal  | 2007–08  | 30        | 2         | 3         | 2     | 0     | 1        | 9      | 0      | 0        | 41       | 2        | 4        |
| Arsenal  | 2008–09  | 29        | 1         | 1         | 3     | 0     | 0        | 9      | 0      | 0        | 41       | 1        | 1        |
| Összesen | Összesen | 225       | 9         | 9         | 36    | 3     | 2        | 65     | 2      | 1        | 326      | 14       | 12       |

(* FA-kupa, Ligakupa és Community Shield)

## Díjai
Elefántcsontpart
- Afrikai nemzetek kupája, döntős: 2006
- Afrikai nemzetek kupája, győztes: 2015

Klub
- FA-kupa-győztes: 2003, 2005
- Premier League-győztes: 2003–04
- Bajnokok Ligája-döntős: 2006
- Ligakupa-döntős: 2007